# محوطه کن سخته
محوطه کن سخته مربوط به دوره نوسنگی است و در شهرستان چرداول، بخش هلیلان، دهستان هلیلان، ۴ کیلومتری غرب روستای سرچم واقع شده و این اثر در تاریخ ۲۶ اسفند ۱۳۸۷ با شمارهٔ ثبت ۲۶۰۰۱ به‌عنوان یکی از آثار ملی ایران به ثبت رسیده است.